# Mallada araucariae
Mallada araucariae är en insektsart som först beskrevs av Tillyard 1917.  Mallada araucariae ingår i släktet Mallada och familjen guldögonsländor. Inga underarter finns listade i Catalogue of Life.